# Contea di Hengshan
La contea di Hengshan (衡山县S, Héngshān XiànP) è una contea della Cina, situata nella provincia di Hunan e amministrata dalla prefettura di Hengyang.